# Johann Georg von Ribbeck der Ältere
Johann Georg (I.) von Ribbeck (auch: Hans Georg, der Ältere, oder Johann George; * 10. Dezember 1577 in Spandau; † 27. Januar 1647 in Cölln) war kurbrandenburgischer Geheimer Rat und Erbherr auf Glienicke, Dyrotz und Seegefeld. Ferner war er Oberhauptmann der Zitadelle Spandau, obwohl er nie zur Brandenburgischen Armee gehörte oder ein militärisches Kommando innehatte.

## Leben

### Herkunft
Er entstammt der osthavelländischen Linie der Familie von Ribbeck. Seine Eltern waren der Stammvater der Linie Georg von Ribbeck (1523–1593) und dessen Ehefrau Anna von Sparr († 21. März 1597). Seine Mutter war die Tochter des kurbrandenburgischen Oberhofmeisters Christoph von Sparr sowie Witwe des erzbischöflich magdeburgischen Hofmeisters Joachim von Bredow († 1573). Sein Vater war kurbrandenburgischer Amtshauptmann von Spandau sowie Herr auf Glienicke.

### Werdegang
Er wurde am 27. März 1591 an der Universität Wittenberg immatrikuliert, ging aber bereits im Wintersemester 1592 nach Leipzig, wo er bis 1596 Recht studierte, von 1596 bis 1597 war er noch auf der Universität in Straßburg. Er sollte dann auf Kavalierstour nach Frankreich und Italien gehen, da aber seine Mutter starb, kehrte er nach Brandenburg zurück. 1598 machte er stattdessen eine kurze Reise nach Dänemark, um sich dann der Verwaltung seiner Güter zu widmen. Er kam dann aber in das Gefolge des damaligen Kurprinzen Johann Siegismund und begleitete ihn durch Franken, Württemberg und in die Pfalz. 1608 reiste er mit dem Kurfürsten nach Preußen. Nachdem 1609 sein Schwiegervater gestorben war, wurde er dessen Nachfolger, im selben Jahr wurde er auch Oberhauptmann von Spandau. Von 1620 bis 1645 war er  Verordneter der mittelmärkischen Ritterschaft, Generalaufseher der ucker-, alt-, und mittelmärkischen Städte. Im Jahr 1630 begleitete er den Kanzler Sigismund von Götzen zu den Friedensverhandlungen nach Regensburg. Am 1. März 1641 wurde er, nachdem er bereits Kammerherr, Oberster und Hauptmann zu Potsdam und Saarmund war, vom Kurfürsten zum Wirklichen Geheimen Rat ernannt, seine Stelle als Domherr in Brandenburg gab er bereits 1644 an seinen Sohn ab.
Er starb am 27. Januar 1647 in Cölln und wurde am 28. März 1648 in der neugebauten Gruft des Erbbegräbnisses der Nikolai-Kirche in Spandau beigesetzt.

### Familie
Er heiratete am 12. Oktober 1600 Catharina von Brösigke (* 2. Mai 1571; † 11. März 1650) aus dem Haus Ketzür, eine Tochter des Oberschenks Heino von Brösigke. Das Paar hatte mehrere Kinder:
- Johann Georg (II.) (1601–1666) ⚭ Anna Marie von der Groeben
- Heino (* 20. Februar 1602; † 11. März 1659), Obrist
- Amalie Kunigunde (* 1602; † nach 1653) ⚭ Levin V. von der Schulenburg (1585–1634)[5]
- Elisabeth Sophie (* 1609; † vor 1653) ⚭ Adam Georg Gans Edler Herr zu Putlitz († 1660)
- Eva Sabine (* 1612; † nach 1654) ⚭ Melchior von Dargitz, Obrist
- Hans Sigmund (* 21. August 1613; † 21. Dezember 1652), Hauptmann in Pillau
- Euphrosyne Tugendreich (* 1617) ⚭ Christoph von Görne
- Katharina Hedwig ⚭ Tamm Joachim von Röbel
- Anna Marie († nach 1653) ⚭ Hans Balthasar von Katte († 1659)[6]